# Emre Faner
Emre Faner (* 24. März 1994 in Erzurum) ist ein türkischer Eishockeyspieler, der seit 2022 erneut beim Buz Adamlar GSK unter Vertrag steht, mit dessen Mannschaft er in der türkischen Superliga spielt.

## Karriere
Emre Faner begann seine Karriere als Eishockeyspieler beim Buz Adamlar GSK. Mit 18 Jahren wechselte er zum Erzurum Büyükşehir Belediyesi SK, für den er in der Spielzeit 2012/13 in der türkischen Superliga debütierte. Nach dem Abstieg 2014 swechselte er zum İzmir Büyükşehir Belediyesi SK. Nachdem er von 2016 bis 2018 erneut zwei Jahre in Erzurum gespielt hatte, stand er in den Folgejahren bei seinem Heimatverein Buz Adamlar GSK, beim Zeytinburnu Belediye SK und wiederum in Erzurum auf dem Eis. 2023 zog es ihn ein weiteres Mal zum Buz Adamlar GSK. Mit dem Team aus Istanbul wurde er 2023 türkischer Meister.

### International
Für die Türkei nahm Faner im Juniorenbereich in der Division III an den U20-Weltmeisterschaften 2013 und 2014 teil.
Mit der Herren-Nationalmannschaft spielte er bei den Weltmeisterschaften der Division II 2013, 2014, 2017 und 2023. Nach zwischenzeitlichen Abstiegen trat er bei den Weltmeisterschaften 2015, 2018 und 2019 in der Division III an. Zudem vertrat er seine Farbein bei der Olympiaqualifikation für die Winterspiele in Peking 2022.

## Erfolge und Auszeichnungen
- 2023 Türkischer Meister mit dem Buz Adamlar GSK